# Megalitos de Medway
Los megalitos de Medway (en inglés, Medway Megaliths), a veces denominados megalitos de Kent (en inglés, Kentish Megaliths), son un grupo de túmulos alargados con cámara del comienzo del Neolítico y otros monumentos megalíticos ubicados en el valle inferior del río Medway en Kent, sureste de Inglaterra. Construidos a partir de piedra sarsen local y suelo entre los milenios IV y III a. C., representan el único grupo megalítico prehistórico conocido en el este de Inglaterra y el grupo más al sudeste de Gran Bretaña.
Siguen siendo una de varias tradiciones de túmulo alargado con cámara regionales en Gran Bretaña, aunque tienen ciertas características arquitectónicas precisas que los distinguen de otros grupos. El propósito de estos túmulos alargados sigue siendo difícil, aunque algunos se usaron como tumbas para los restos de un grupo selecto de individuos. También se cree ampliamente que eran lugares donde se realizaban rituales religiosos. Muchos arqueólogos creen que reflejan el proceso de neolitización de Gran Bretaña, ya que las poblaciones de cazadores-recolectores fueron reemplazadas por pastores.
Se han identificado tres tumbas con cámaras al oeste del río: piedras de Coldrum, túmulo largado Addington y túmulo largado Chestnuts. Al este del río, se han identificado otras tres tumbas compartidas: Kit's Coty House, Little Kit's Coty House y el megalito de Smythe  aunque también se ha sugerido que dos megalitos cercanos, la piedra Coffin y la piedra White Horse, son parte de los restos de antiguas tumbas con cámara. También se han identificado una casa comunal y un recinto de calzada del Neolítico inicial cerca de los monumentos.
Los megalitos de Medway se han dañado y dilapidado desde la construcción original, en gran parte debido a un programa intencional de destrucción a fines del siglo XIII. Comenzaron a atraer el interés de los anticuarios a fines del siglo XVI, que desarrollaron una serie de teorías erróneas sobre su origen, antes de ser investigados científicamente por los arqueólogos a fines del siglo XIX. El folklore local también ha crecido alrededor de los monumentos, que llegaron a ser interpretados y utilizados como sitios sagrados por los paganos contemporáneos a finales del siglo XX.

## Descripción

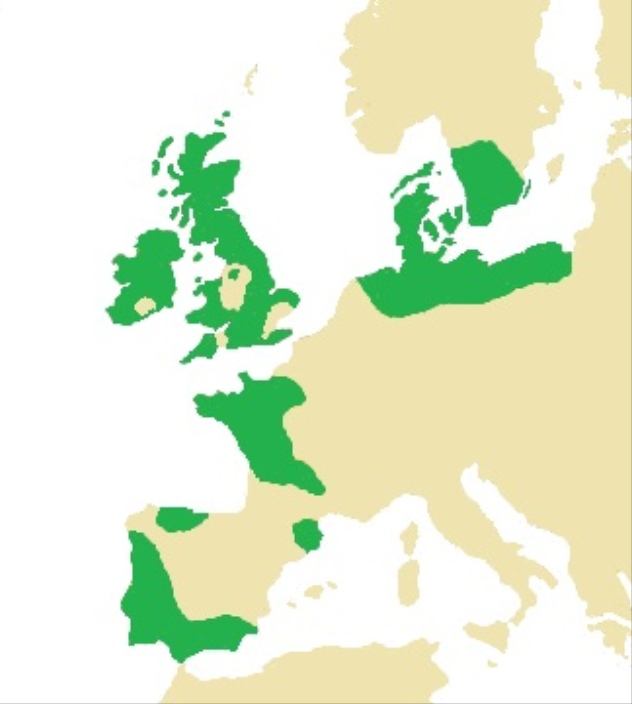
La construcción de túmulos alargados y monumentos funerarios similares tuvo lugar en varias partes de Europa, en verde, durante el Neolítico inicial.

En toda Europa occidental, el Neolítico inicial marcó el primer período en que los humanos construyeron estructuras monumentales. Estos incluían túmulos alargados con cámara, túmulos de tierra rectangulares u ovalados que tenían una cámara integrada en un extremo. Algunas de estas cámaras se construyeron con madera y otras con piedras grandes, ahora conocidas como megalitos. Los túmulos alargados a menudo servían como tumbas, que albergaban los restos físicos de los muertos dentro de su cámara. Los individuos rara vez fueron enterrados solos en el Neolítico inicial, en su lugar fueron enterrados en entierros colectivos con otros miembros de su comunidad. Durante el Neolítico inicial, desde el sudeste de la península ibérica hasta el sur de Suecia, se construyeron tumbas compartidas a lo largo de la costa de Europa occidental, que abarcaban la mayoría de las islas británicas. La tradición arquitectónica se introdujo en Gran Bretaña desde Europa continental en la primera mitad del cuarto milenio antes de Cristo. Hay edificios de piedra, como Göbekli Tepe, en la Turquía moderna, que los preceden en unos 5500 años,, pero los túmulos alargados constituyen la primera tradición generalizada de construcción de la humanidad con piedra.
Aunque ahora todo está en un estado ruinoso y no conserva su aspecto original, en el momento de la construcción, los megalitos de Medway habrían sido algunos de los monumentos funerarios del Neolítico inicial más grandes y visualmente más imponentes de Gran Bretaña. Agrupados a lo largo del río Medway a medida que atraviesa North Downs, constituyen el grupo más al sudeste de monumentos megalíticos en las islas británicas, y el único grupo megalítico en el este de Inglaterra. Los arqueólogos Brian Philp y Mike Dutto consideraron que los megalitos de Medway son «algunos de los sitios arqueológicos más interesantes y conocidos» en Kent, mientras que el arqueólogo Paul Ashbee los describió como «las estructuras más grandiosas e impresionantes de su especie en el sur de Inglaterra».
Los megalitos de Medway se pueden dividir en dos grupos separados: uno al oeste del río Medway y el otro en la colina Blue Bell al este, entre 8 y 10 kilómetros de distancia. El grupo occidental incluye Coldrum Long Barrow, Addington Long Barrow y Chestnuts Long Barrow. El grupo oriental consiste en el megalito de Smythe, Kit's Coty House, Little Kit's Coty House y varias otras piedras que alguna vez pudieron haber sido parte de tumbas compartidas, especialmente la piedra White Horse. No se sabe si todos fueron construidos al mismo tiempo, y no se sabe si cada uno cumplió la misma función o si hubo una jerarquía en su uso.

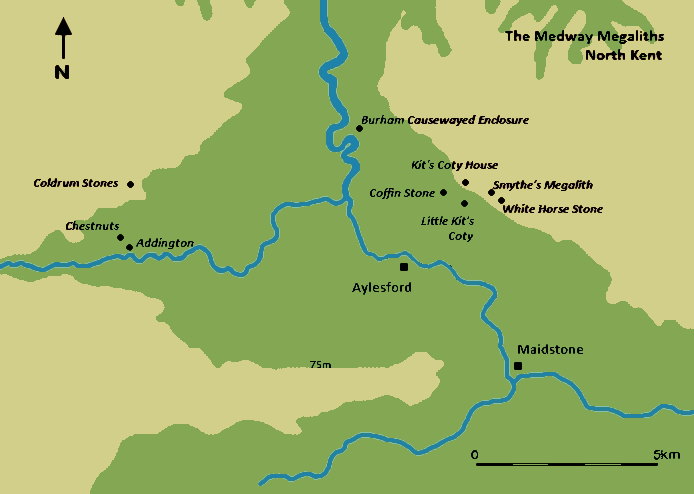
Mapa de los megalitos de Medway alrededor del río Medway. Las marcas negras marcan las posiciones de los megalitos a ambos lados del río Medway.

Los túmulos alargados de Medway se conformaron al mismo plan de diseño general, y todos están alineados en un eje este a oeste. Cada uno tenía una cámara de piedra en el extremo este del montículo, y probablemente tenían una fachada de piedra que flanqueaba la entrada. Tenían alturas internas de hasta 3,0 metros, haciéndolos más altos que la mayoría de los otros túmulos alargados en Gran Bretaña. Las cámaras se construyeron a partir de arenisca sarsen, una piedra densa, dura y duradera que se encuentra naturalmente en todo Kent, formándose a partir de arena de la época del Eoceno. Los primeros constructores neolíticos habrían seleccionado bloques del área local, y luego los habrían transportado al sitio del monumento a erigir.
Estas características arquitectónicas comunes entre los megalitos de Medway indican una fuerte cohesión regional sin paralelos directos en otras partes de las islas británicas. Sin embargo, al igual que con otras agrupaciones regionales de túmulos alargados del inicio del Neolíticos, como el grupo Cotswold-Severn en el suroeste de Gran Bretaña, también hay varias idiosincrasias en los diferentes monumentos, como la forma rectilínea de Coldrum, la fachada de Chestnut Long Barrow y los montículos largos y delgados en Addington y Kit's Coty. Estas variaciones podrían haber sido causadas por la alteración y adaptación de las tumbas en el transcurso de su uso. En este escenario, los monumentos serían estructuras compuestas.
Los constructores de estos monumentos probablemente fueron influenciados por tumbas preexistentes que conocían. Se desconoce si esas personas habían crecido localmente o se habían mudado al área de Medway desde otro lugar. Basado en un análisis estilístico de su arquitectura, el arqueólogo Stuart Piggott pensó que el plan detrás de los megalitos de Medway se había originado en el área alrededor de los Países Bajos. Glyn Daniel pensó que su diseño derivaba de Escandinavia, John H. Evans pensó en Alemania, y Ronald F. Jessup sugirió una influencia del grupo Cotswold-Severn. Ashbee encontró que su agrupación cercana recordaba las tradiciones megalíticas del santuario de tumbas del norte de Europa continental, y enfatizó que los megalitos de Medway eran una manifestación regional de una tradición generalizada en toda la Europa neolítica inicial. Concluyó que un lugar de origen preciso era «imposible de indicar» con las evidencias disponibles.